# Ратиборський повіт
Ратиборський повіт (пол. powiat raciborski) — один з 17 земських повітів Сілезького воєводства Польщі.
Утворений 1 січня 1999 року в результаті адміністративної реформи.

## Географія
Річки: Цисек.

## Загальні дані
Повіт знаходиться у західній частині воєводства.
Адміністративний центр — місто Ратибор.
Станом на 1.01.2008 населення становить 110 731 осіб, площа 543,75 км².
На терени повіту з української етнічної території Сяніцького повіту були депортовані 386 українців 16.05.1947 році (т. з. акція «Вісла») ешелоном Р-107 зі станції Заґуж (12.15.1947).

## Демографія
Демографічні дані повіту станом на 30.06.2005:
|       | Всього  | Всього | Жінки  | Жінки | Чоловіки | Чоловіки |
| ----- | ------- | ------ | ------ | ----- | -------- | -------- |
|       | осіб    | %      | осіб   | %     | осіб     | %        |
| Повіт | 112 299 | 100    | 58 237 | 51,9  | 54 062   | 48,1     |
| Міста | 65 865  | 100    | 34 356 | 52,2  | 31 509   | 47,8     |
| Села  | 46 434  | 100    | 23 881 | 51,4  | 22 553   | 48,6     |